# Christophe Lemaitre
Christophe Lemaitre (Annecy, Francia, 11 de junio de 1990) es un atleta francés que se proclamó campeón europeo de atletismo en 100 m, 200 m y relevos 4 × 100 m, en Barcelona en 2010. Sus mayores logros han sido las medallas de bronce en los 200 metros en los Juegos Olímpicos de Río de Janeiro 2016 y en el relevo 4 × 100 m en los Juegos Olímpicos de Londres 2012. 

## Trayectoria

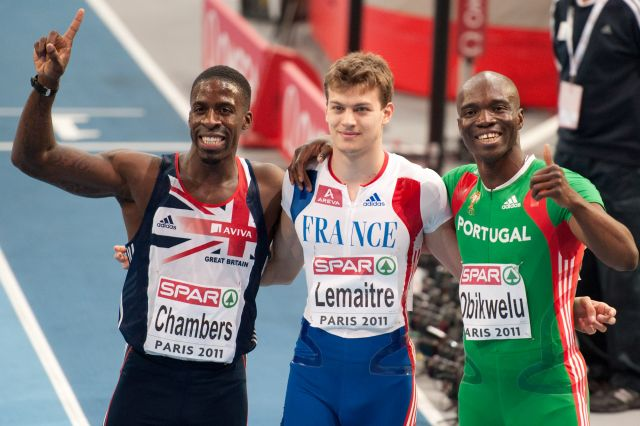
Dwain Chambers, Christophe Lemaitre y Francis Obikwelu en la Competencia Europea de Atletismo en 2011.

Ya con 20 años corrió los 100 m en 10,02 segundos (19 de junio de 2010), venciendo en el Campeonato Europeo de Atletismo de Naciones a Dwain Chambers en Bergen, Noruega, el octavo corredor europeo más rápido de la distancia de todos los tiempos.
El 9 de julio de 2010 se convierte en el primer blanco en correr los 100 metros en menos de 10 segundos, en los campeonatos nacionales en Valence corriendo la distancia en 9,98 segundos, dos centésimas (0,02 segundos). Esa marca también supuso un nuevo récord francés que ostentaba con 9,99 segundos Ronald Pognon desde 2005.       
El 28 de julio de 2010 consigue la medalla de oro en el Campeonato Europeo de Atletismo de 2010 en Barcelona.
El 3 de septiembre de 2011 en el Campeonato del Mundo de Atletismo en Daegu, consigue la medalla de bronce en los 200 metros lisos con un tiempo de 19,80 segundos superando así el récord nacional francés.

## Palmarés
- Juegos Olímpicos

- Londres 2012: bronce en relevos 4 × 100 m
- Río 2016: bronce en 200 metros

- Campeonato Mundial de Atletismo

- Daegu 2011: plata en 4 × 100 metros, y bronce en 200 metros

- Campeonato Europeo de Atletismo

- Barcelona 2010: oro en 100 metros, oro en 200 metros, y oro en 4 × 100 metros
- Helsinki 2012: oro en 100 metros, y bronce en 4 × 100 metros
- Zúrich 2014: plata en 100 metros, plata en 200 metros, y bronce en 4 × 100 metros

- Campeonato Mundial Junior de Atletismo

- 2008 - Bydgoszcz: oro en 200 metros

- Campeonato Europeo Junior de Atletismo

- 2009 - Novi Sad: oro en 100 metros

- Campeonato Europeo de Atletismo por Equipos

- 2010 - Bergen: plata en 100 metros

- IAAF Continental Cup

- 2010 - Split: oro en 100 metros

## Progresión
100 metros
| Edad | Marca | Fecha                | Lugar     |
| ---- | ----- | -------------------- | --------- |
| 17   | 10,53 | 27 de julio de 2007  | Narbona   |
| 17   | 10,38 | 31 de mayo de 2008   | Ginebra   |
| 18   | 10,30 | 25 de julio de 2008  | Albi      |
| 18   | 10,26 | 25 de julio de 2008  | Albi      |
| 19   | 10,17 | 10 de julio de 2009  | Bondoufle |
| 19   | 10,04 | 24 de julio de 2009  | Novi Sad  |
| 20   | 10,02 | 19 de junio de 2010  | Bergen    |
| 20   | 9,98  | 9 de julio de 2010   | Valence   |
| 20   | 9,97  | 29 de agosto de 2010 | Rieti     |
| 21   | 9,92  | 29 de julio de 2011  | Albi      |